# Tavernola Bergamasca
Tavernola Bergamasca – miejscowość i gmina we Włoszech, w regionie Lombardia, w prowincji Bergamo.
Według danych na styczeń 2009 gminę zamieszkiwało 2165 osób przy gęstości zaludnienia 175,2 os./1 km².